# Wintersingen
Wintersingen é uma comuna da Suíça, situada no distrito de Sissach, no cantão de Basileia-Campo. Tem 6,95 km² de área e sua população em 2018 foi estimada em 620 habitantes.